# Leleger
Leleger (grekiska Λέλεγες) var ett förhistoriskt folk som hos antikens författare omtalas vid sidan av pelasger och karier som invånare i en stor del av de länder såväl i Europa som i Mindre Asien som sedermera beboddes av grekerna. Lelegisk befolkning omnämns företrädesvis i de forngrekiska landskapen Akarnanien, Aitolien, Lokris, Fokis, Boiotien, Lakonien, Elis, Messenien, på Mindre Asiens kuster samt även på Kreta, Euboia och arkipelagens öar. Om detta gåtfulla folks härkomst rådde ovisshet redan under den klassiska forntiden.